# Henry Loubscher
Henry James Loubscher (ur. 8 sierpnia 1936 w Germiston) – południowoafrykański bokser, dwukrotny uczestnik letnich igrzysk olimpijskich (Melbourne 1956, Rzym 1960), brązowy medalista olimpijski z 1956 r. w kategorii lekkopółśredniej (do 63,5 kg).

## Sukcesy sportowe
| Rok  | Miasto    | Zawody                                                 | Kategoria       | Wynik         |
| ---- | --------- | ------------------------------------------------------ | --------------- | ------------- |
| 1956 | Melbourne | letnie igrzyska olimpijskie                            | lekkopółśrednia | brązowy medal |
| 1958 | Cardiff   | igrzyska Imperium Brytyjskiego i Wspólnoty Brytyjskiej | lekkopółśrednia | złoty medal   |